# سوزان هوتون
سوزان هوتون (بالإنجليزية: Susan Hutton)‏ هي كاتِبة وشاعرة أمريكية، ولدت في 1 ديسمبر 1968.